# فيل بيتس
فيل بيتس (بالإنجليزية: Phil Bates)‏ هو عازف جاز بريطاني، ولد في 19 يونيو 1931.